# Пасманець Сапфо
Пасманець Сапфо (Neptis sappho) — вид денних метеликів родини сонцевиків (Nymphalidae).

## Поширення
Вид поширений у Центральній та Східній Європі і помірній Азії від Франції до Японії та Індії. В Україні спорадично трапляється в лісовій та лісостеповій зоні, в Карпатах.

## Опис
Розмах крил 40-46 мм. Довжина переднього крила імаго — 18-27 мм. Верх крил від темно-коричневого до чорного забарвлення, з безліччю великих і дрібніших білих плям і перев'язей. На задньому крилі — дві білі перев'язі, з яких серединна ширша, а постдискальна розпадається на окремі плями. На передньому крилі є вузька прикрайова біла смуга. У центральній клітинці переднього крила є вузька трикутна пляма. Низ червонувато-коричневий, з білими плямами, що повторюють білі елементи верху. Самиці більші за самців і мають на крилах ширші білі перев'язі.

## Спосіб життя
Метелики літають з середини червня до кінця серпня. Трапляються у зоні широколистяних і мішаних лісів на рідколіссях, узліссях та галявинах, серед чагарників. За рік буває одне покоління. Самиця відкладає яйця поштучно на верхню сторону листя кормових рослин. Гусениці живляться чиною весняною, чиною чорною та робінією звичайною. Зимують гусениці в згорнутих трубкою листках.